# حفيظ بنهاشم
مولاي حفيظ بنهاشم (1936، بوفكران، مكناس) مدير الأمن الوطني المغربي بين 1997 و2003، والمندوب العام لإدارة السجون وإعادة الإدماج في المغرب من 29 أبريل 2008 إلى غاية 5 أغسطس 2013.
بدأ مسيرته المهنية بالإدارة العامة للأمن الوطني، إذ شغل عدة مناصب بهذه المديرية، والتحق في سنة 1971، بالإدارة المركزية لوزارة الداخلية بصفة رئيس دائرة. ومنذ يناير 1975 شغل منصب عامل بالإدارة المركزية لوزارة الداخلية إلى غاية ماي 1997. حصل سنة 1994 على وسام العرش من درجة قائد. ثم شغل منصب المدير العام للأمن الوطني من ماي 1997 إلى غاية يوليو 2003.
في أغسطس لسنة 2013 قرر الملك محمد السادس إقالة حفيظ بنهاشم من منصب المدير العام لإدارة السجون وإعادة الإدماج، بعد تحميله «كامل المسؤولية» في العفو عن مُغتصِب الأطفال المغاربة دانيال كالفان.